# Битва под Вилькомиром
Би́тва под Вилькоми́ром (лит. Pabaisko mūšis) — сражение между войсками великого князя литовского Сигизмунда Кейстутовича и войсками князя Свидригайло Ольгердовича во время гражданской войны в Великом княжестве Литовском, состоявшееся 1 сентября 1435 года. Закончилось победой войск Сигизмунда.

## Название
Современники называли сражение «на С(вя)тои рецѣ» (на реке Святой, ныне известной как река Швянтойи, приток Вилии). В труде польского историка XV века Яна Длугоша битва названа по городу Вилькомир (ныне город Укмерге в Литве). Вслед за Длугошем название битва под Вилькомиром было воспринято русской и польской историографиями. Впоследствии битва стала называться также Побойской, от поселения, основанного на поле сражения (современный Пабаискас в Литве, от польского pobojowisko — поле битвы). Это название утвердилось в литовской историографии.

## Предыстория
В октябре 1430 года умер великий князь литовский Витовт. Литовская и русская знать посадила на великокняжеский стол Свидригайла Ольгердовича, двоюродного брата Витовта. Согласно актам польско-литовской унии, знать Литовско-Русского государства обязывалась согласовывать избрание великого князя с Королевством Польским. Король Ягайло, прибыв в Вильно, дал согласие на провозглашение Свидригайла великим князем. Той же осенью 1430 года между Ягайло и Свидригайло начался конфликт из-за Западного Подолья, которое после смерти Витовта оккупировала польская шляхта на основании договоренностей 1411 года. Свидригайло, удерживая Ягайла в Вильно, объявил о независимости Великого княжества от Польской короны, требовал от короля возвращения Западного Подолья. Отпустив в конце концов Ягайло в Польшу, Свидригайло начал готовиться к войне. Великий князь заключил союз с Тевтонским орденом, Золотой ордой, Молдавией, завязал отношения со Священной Римской империей, так что император Сигизмунд Люксембург обещал короновать литовско-русского правителя. В 1431 между Польским королевством и Литовско-Русским государством началась война: король Ягайло с войском выступил в поход на Волынь, занял Владимир-Волынский и осадил Луцк. Но безуспешный штурм луцкого замка и вторжение в Польшу тевтонских рыцарей вынудило польского короля заключить с Свидригайло перемирие на два года.
Свидригайло Ольгердович в своем правлении одинаково опирался как на литовскую, так и на русскую знать Великого княжества, что вызывало недовольство литвинов, которые по унии 1413 года имели привилегированное положение в государстве. В 1432 году литовская знать с помощью Польского королевства организовала государственный переворот в великом княжестве Литовском, в результате которого великим князем был провозглашен Сигизмунд Кейстутович. Литва признала власть Сигизмунда, но Русь поддержала Свидригайло. Началась война. 8 декабря 1432 года под Ошмянами Сигизмунд Кейстутович во главе польско-литовского войска одержал победу над войсками Свидригайло. В январе-феврале 1433 года Свидригайло Ольгердович с союзниками — ливонскими рыцарями — сильно опустошили Литовскую землю. Летом того же года Свидригайло и ливонские рыцари снова опустошили Литву, захватили города в восточных владениях Сигизмунда. В 1434 году Сигизмунд Кейстутович выдал привилей, которым уравнял в правах католиков литвинов и православных русинов, и таким образом перетянул на свою сторону отдельных православных сторонников Свидригайло. Тогда в 1435 году Свидригайло решил дать генеральную битву.

## Подготовка
Летом 1435 года великий князь Свидригайло организовал и лично возглавил последний большой поход против великого князя Сигизмунда Кейстутовича. Магистр Ливонского ордена Франк фон Кирскорф с рыцарским войском пообещал соединиться с Свидригайлом для совместного похода на литовские города и земли. Великий князь тверской Борис Александрович в очередной раз послал на помощь своему союзнику Свидригайло тверскую рать под командованием своего младшего брата Ярослава, князя Городенского. Свидригайло также призвал германского императора Сигизмунда, великого магистра Тевтонского ордена Пауля фон Русдорфа и ордынского хана Сеид-Ахмата предпринять совместное нападение на Польшу, чтобы польские власти не могли оказать военную помощь великому князю литовскому Жигимонту Кейстутовичу. Император Священной Римской империи и король Венгрии Сигизмунд Люксембургский обещал оказать помощь своему союзнику Свидригайлу в войне с польским ставленником Жигимонтом, но не стал ничего делать. Великий магистр Тевтонского ордена Пауль фон Русдорф с войском крестоносцев расположился на польско-прусской границе. Военной демонстрацией на границе прусский магистр намеревался помешать польским властям по оказанию помощи Сигизмунду. Однако польское правительство, несмотря на угрозу нападения со стороны тевтонских крестоносцев, выслало на помощь великому князю литовскому Сигизмунду большое коронное войско под командованием польского военачальника Якуба Кобылянского.
В июле 1435 года Свидригайло с многочисленным русским войском выступил в военный поход против своего двоюродного брата и противника, великого князя литовского Сигизмунда. В августе 1435 года на службу к своему дяде Свидригайло приехал крупный литовский воевода, князь Сигизмунд Корибутович, с большим отрядом своих чешских гуситов — добравшись из Чехии обходными путями (через немецкие княжества, Балтийское море и Ливонию). На сторону Свидригайла также перешёл другой племянник, знатный литовский удельный князь Иван Владимирович Бельский. В Браславе армия Свидригайла объединилась с войском своего союзника, ливонского магистра Франка фон Кирскорфа (1433—1435). Объединённое русско-литовско-ливонское войско двинулось из Браслава на коренные литовские земли, опустошая, грабя и сжигая всё на своём пути.
Всего силы Свидригайло насчитывали до 15 тысяч — среди них было 6 тысяч ратников великого князя, более 50 дружин удельных князей, 3 тысячи ливонских рыцарей, 1,5 тысяч чешских таборитов и 500 ордынцев. Это разнородное войско имело трех полководцев: самого Свидригайла Ольгердовича, ливонского магистра Франка Керскорфа и князя Сигизмунда Корибутовича. Из них талант полководца имел только участник Гуситских войн Сигизмунд Корибутович.
Великий князь литовский Сигизмунд, со своей стороны, успел собрать до 5 тысяч литовского войска. Польское правительство прислало на помощь своему вассалу Сигизмунду 4—12 тысяч войска под командованием военачальника Якуба из Кобылян — опытного полководца, участника Великой войны с Тевтонским орденом (1409—1411), в том числе и Грюнвальдской битвы; в 1428 году он командовал польскими вспомогательными отрядами на службе великого князя литовского Витовта и участвовал в его военной кампании против Новгорода.
Опасаясь предательства со стороны литовских магнатов, Сигизмунд отказался лично возглавить войска в походе против своего двоюродного брата Свидригайла, и передал командование польско-литовской армией своему единственному сыну и наследнику Михаилу (Михайлушке). Михаил Сигизмундович во главе польско-литовской армии двинулся из Вильно и отправился к Вилькомиру, куда подходил со своими союзниками Свидригайло, опустошая и разоряя все окрестные литовские волости. Формально во главе объединённой польско-литовской армии стоял князь Михаил Сигизмундович, а фактически военными действиями руководил Якуб Кобылянский.

## Битва
29-30 августа войска Свидригайло Ольгердовича и Сигизмунда Кейстутовича заняли позиции у реки Святой в 9 км южнее крепости Вилькомир. Решающая битва состоялась 1 сентября. Свидригайло, посчитав, что болотистая местность не подходит для битвы, решил отвести свои войска ближе к Вилькомиру. Когда он начал передислокацию, польско-литовское войско воспользовалось этим, и внезапным ударом разделило свидригайловы войска на две части. Свидригайло не успел перестроить свои ряды и встретить противника лицом к лицу. Среди его ратников началась паника, закончившаяся страшным разгромом всех войск Свидригайло.
Только князь Сигизмунд Корибутович Чешский с отрядом гуситов, укрывшись за возами, поставленными в круг, продолжал биться с поляками — что дало возможность Свидригайло, потерявшему в бою коня и оружие, и едва избежавшему гибели, суметь в итоге бежать с небольшими остатками войска в Полоцк. Сигизмунд Корибутович же был тяжело ранен и вскоре умер в плену.
В результате кровопролитной битвы войска Свидригайла и ливонского магистра Франка фон Кирскорфа потерпели сокрушительное поражение от объединённой литовско-польской армии. Погибли и были взяты в плен многие знатные русско-литовские удельные князья, бояре и шляхтичи. Среди убитых князей были Ярослав Александрович Городенский, мстиславский князь Ярослав Лугвенович (Семёнович) Мстиславский, Михаил Семенович Балабан-Друцкий, Даниил Семенович Гольшанский и Михаил Львович Вяземский. В плен попали 42 русско-литовских князя, в том числе Иван Владимирович Бельский и Фёдор Корибутович Несвицкий, племянники и соратники Свидригайло. Большинство пленных русско-литовских князей, сподвижников Свидригайла, содержались в заключении вплоть до смерти великого князя литовского Сигизмунда. Ливонский орден понёс сокрушительный урон: погибли сам магистр, ландмаршал, несколько орденских комтуров, большинство ливонских и многие немецкие, чешские, австрийские и силезские рыцари-крестоносцы.
Таким образом, Свидригайло потерял многих видных сподвижников и союзников.

## Последствия
После победы под Вилькомиром, с продвижением литовских войск Сигизмунд Кейстутович сел на «великое княжение Литовское и Русское» — борьба за престол в Великом княжестве Литовском закончилась.
Со смертью магистра Керскорфа пошатнулись позиции крестоносцев в Ливонии. Ливонское ландмейстерство Тевтонского ордена вышло из союза с Свидригайло и 4 декабря 1435 года заключило с соседями соглашение об образовании Ливонской конфедерации. 31 декабря 1435 года между Тевтонским орденом и Польшей был заключен Брест-Куявский мир.
Свидригайло Ольгердович после поражения под Вилькомиром остался без войска, союзников-крестоносцев и своей опоры — русской знати (большинство удельных князей, попавших в плен под Вилькомиром, оставались в заключении до самой смерти Сигизмунда Кейстутовича). Хоть Свидригайло и смог удержаться в Киевской, Чернигово-Северской и Волынской землях, а с помощью татар занять Брацлавщину, противостоять Королевству Польскому и Великому княжеству Литовскому у князя уже не было возможности. В 1436—1437 годах Свидригайло предпринял попытку разорвать союз Польского королевства и Великого княжества Литовского, предложив Польше договор, согласно которому за Свидригайло должны были остаться Киевская земля, а также, вероятно, Чернигово-Северская земля и Брацлавщина; Волынская земля должна была быть инкорпорирована Королевством Польским; после смерти Свидригайла все его земли должны были перейти под протекцию Королевства Польского. Но Польша ввиду протеста Сигизмунда Кейстутовича не приняла это соглашение. Свидригайло вынужден был бежать в Валахию. В 1440 году в результате заговора был убит великий князь Сигизмунд Кейстутович. Тогда в Литовско-Русское государство вернулся Свидригайло Ольгердович, снова претендуя на великое княжение. Но литовская знать провозгласила великим князем Казимира Ягеллона. Чтобы успокоить Свидригайло и русскую знать, Казимир Ягеллон восстановил в Руси удельные княжества: великий князь Свидригайло получил во владение Волынскую землю, Туров и Гомель, князь Олелько Владимирович — Киевскую землю и Брацлавщину.
На поле сражения Сигизмунд Кейстутович в 1436 году возвёл церковь, вокруг которой в скором времени возникло поселение Побойск (от польск. «pobojowisko» — поле битвы).